# دبابة كيه-واجن

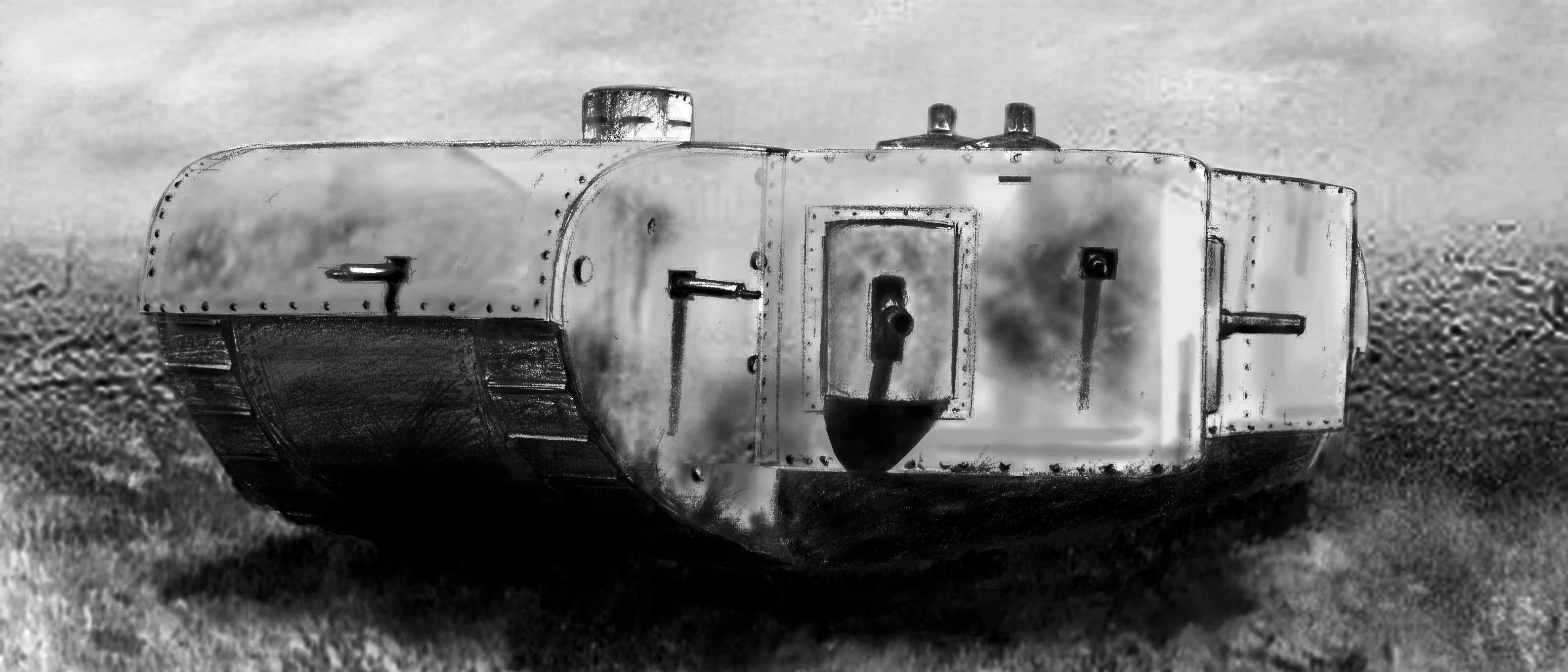

دبابة كيه-واجن K-Wagen تعتبر أولى المحاولات المتعددة لألمانيا لبناء دبابات ثقيلة لتدعيم جيوشها في ميادين القتال. صنعها مهندسون ألمان ما قبل الحقبة النازية. شاركت هذه الدبابة في معارك وتعتبر ثاني أكبر دبابه ترى معركة في العالم. هذه الدبابة لم يكن لها برج، لكن كانت تحمل 4 رشاشات خنادق عيار 77 ملم موضوعة على جوانب الدبابة و7 رشاشات. أنتجت الدبابة عام 1917 وبلغ طولها 13 مترا ووصل وزنها إلى 120 طن.

## التصميم
- الوزن:120 طن
- الطول:13 متر
- الطاقم:27 شخص
- المدفع: لا يوجد